# Пежанкі-Борек
Пежанкі-Борек (пол. Perzanki-Borek) — село в Польщі, у гміні Красносельц Маковського повіту Мазовецького воєводства.
Населення — 78 осіб (2011).
У 1975-1998 роках село належало до Остроленцького воєводства.

## Демографія
Демографічна структура станом на 31 березня 2011 року:
|          | Загалом | Допрацездатний вік | Працездатний вік | Постпрацездатний вік |
| -------- | ------- | ------------------ | ---------------- | -------------------- |
| Чоловіки | 41      | 7                  | 28               | 6                    |
| Жінки    | 37      | 11                 | 19               | 7                    |
| Разом    | 78      | 18                 | 47               | 13                   |